# Uppsala universitets privilegier
Uppsala universitets privilegier är en rad privilegier som utfärdats av kronan till Uppsala universitet, vilka kan sägas ha gällt fullständigt till 1908 då universitetets jurisdiktion upphävdes. Såsom privilegier är de dock konstituerande för universitetet och fortfarande gällande.
Verksamheten i Uppsala började under ärkebiskop Jakob Ulvsson 1477, och kyrkans överhet över universitetet innebär att deras båda historier i mycket sammanfaller. Den 2 juli 1477 utfärdade det svenska rådet privilegier till akademin i Uppsala, men verksamheten där avtog. Vid Uppsala möte beslutades att universitetet skulle återinrättas. Vid mötet beslutades också att professorerna och studenterna skulle få årliga anslag, samt privilegium på att trycka Bibeln. 
Hertig Karl och åtta av rikets råd utfärdade privilegier 15 mars 1595 och gav universitetet egen jurisdiktion, varmed alla vid universitetet – anställda såväl som deras hushållerskor – i brottsmål svarade inför en domstol som utgjordes av universitetsledningen. Därmed fick ingen annan domstol i riket fängsla eller döma dem i brottsmål. Folket vid universitetet utgjorde därmed en korporation. De anställda vid universitetet fick sin lön genom att förlänas tionde och kyrkotionde varför många professorer, i synnerhet i teologi, formellt sett var kyrkoherdar vid Uppsalas kyrkor. Tiondet var inte beskattat och så hade professorer, lärare och studenter inte heller några andra skatter som de betalade till kronan eller kyrkan. Privilegiet stadfäste att professorerna skulle godkännas av universitetet och domkapitlet, samt vara vederbörligt prövade i religion och lärdom innan de utnämndes. Uppsala universitet fick också skyldighet att ha överinseende på landets skolor och skolmästare.
Samma dag författades ett underhållsbrev, som bestämde att tionde skulle betalas till sju professorer varav en medicine professor. Tre professorer i teologi hade prebende, de övriga hade boställen i staden samt avkastning från avelsgårdar. Universitetet förpliktigastes att hålla 64 studenter varav 24 skulle få studera gratis. Elever som inte klarade de tre gånger årligen utförda kunskapsproven skulle uteslutas.
Under strider mellan kungs- och kyrkomakt över universitetet upphävdes universitetets privilegier. Gustav II Adolf utfärdade nya den 25 juni 1625, och därjämte samma år konstitutioner för universitetet som också undertecknades av Johan Skytte. Dessa privilegier återinrättade jurisdiktionen. Privilegierna bekräftades sedan av drottning Kristina – senare privilegier till universitetet handlade om enstaka rättigheter som år 1771 då universitetet fick privilegium på att utge ett latinskt lexikon. Universitetets organisation och drift kom sedermera att styras genom statuter ("stat för Uppsala universitet") och en ny konstitution av Karl X Gustav 1655.
I synnerhet universitetets jurisdiktion blev från och med romantiken kritiserad för att strida emot trenden om nationalstatens centraliserade maktordning. Det ledande namnet var Johan Gabriel Richert som menade att jurisdiktionen var en medeltida kvarleva. Privilegierna avskaffades successivt, för att den sista kvarlevan, jurisdiktionen, med hjälp av föreningen Verdandi, justitiekanslern Emil Sjöberg och universitetskanslern Fredrik Wachtmeister avskaffades 1908.